# 張籌
張籌，字惟中，江苏無錫人。明朝初期政治人物。
其父張翼曾劝張士誠大將莫天佑投降朱元璋，后请平章胡美不要擅杀投降者，所以无锡城人得以幸免。張籌因詹同举荐，授翰林應奉，改禮部主事。后与尚书陶凱等编辑藩王事迹，为《歸鑒錄》。洪武九年，担任礼部尚书。与大学士宋濂等人制定王妃等丧服规定。其熟諳历代礼文沿革，但是破善于附会。后外任湖廣參政，后因连坐降职，洪武十二年担任禮部員外郎，之后因事罢免。